# Grävlingtjärnen
Grävlingtjärnen är en sjö i Ludvika kommun i Dalarna och ingår i Norrströms huvudavrinningsområde.